# BGM-71 TOW

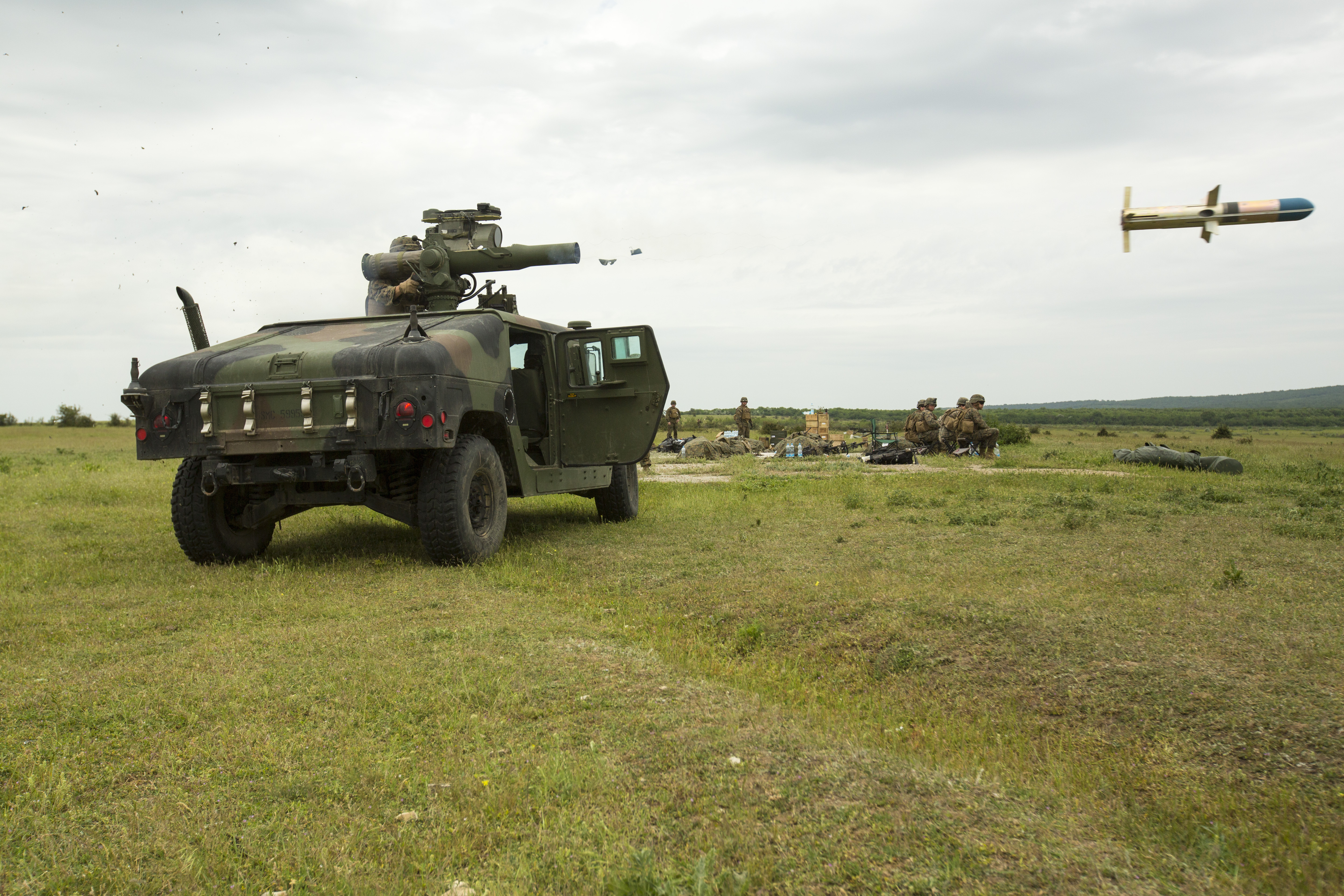
Um míssil TOW sendo disparado de um veículo HMMWV americano.

O BGM-71 TOW (em inglês: "Tube-launched, Optically-tracked, Wire-guided"; em português: "Tubo lançador Opticamente guiado por Fio") é um míssil antitanque desenvolvido pelo exército dos Estados Unidos na década de 1970. O TOW é uma das armas antiveículo blindado mais usados no mundo, também sendo conhecida por ser uma das mais poderosas do seu tipo.